# 遵義堂

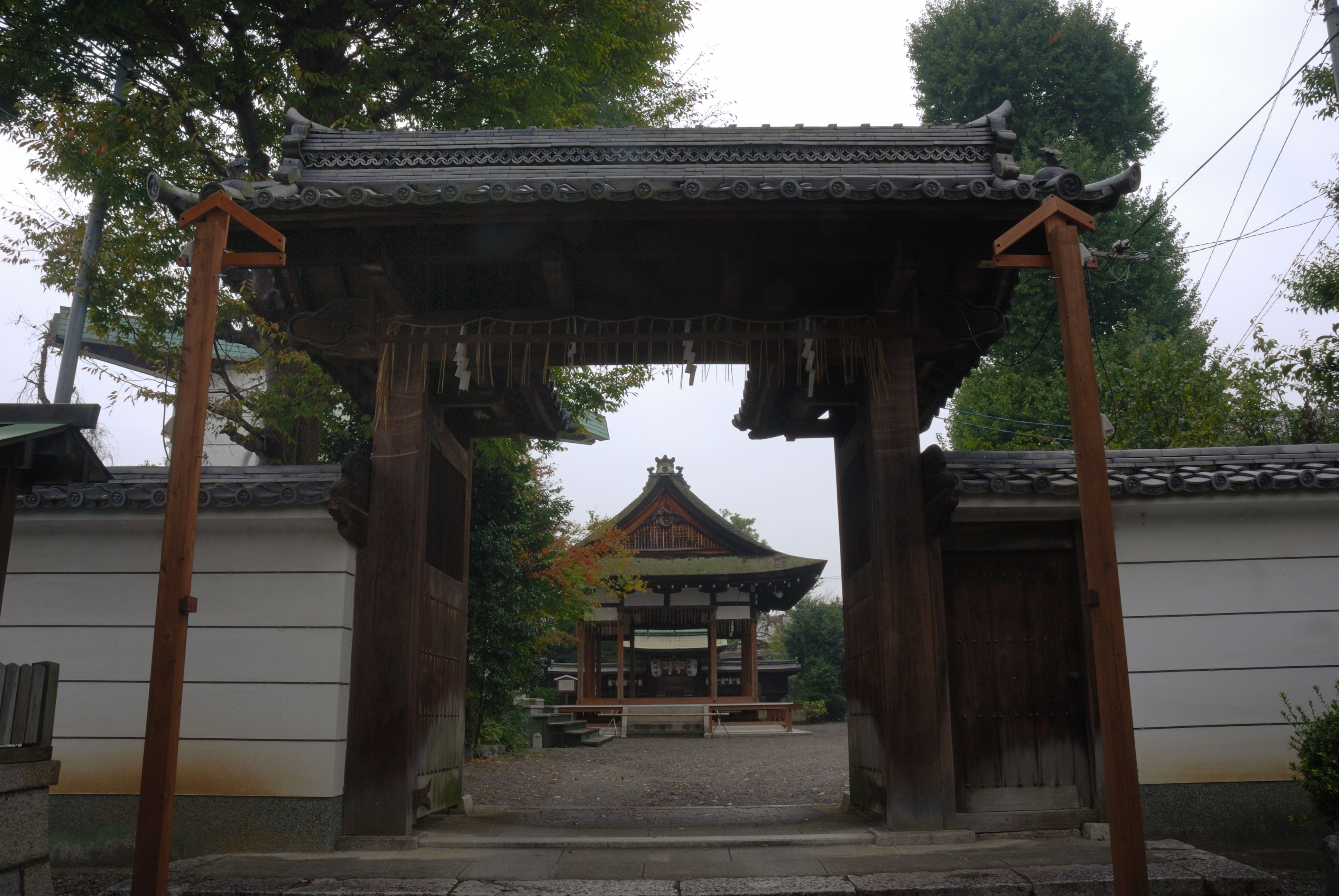
遵義堂表門

遵義堂（じゅんぎどう）は、文化5年（1808年）に設立された膳所藩の藩校。
第十代藩主本多康完が、儒学者皆川淇園のすすめにより、文化5年（1808年）9月設立した。教育内容は手習や四書五経で、幕末には蘭学と西洋砲術が加わった。現在、跡地には滋賀県立膳所高等学校が建つ。

## 関連人物
- 杉浦重剛
- 山崎友親
- 高橋正功（坦堂）
- 岩垣月洲
- 黒田麹廬（行次郎） - 膳所藩の蘭学者。『ロビンソン漂流記』を日本で初めて日本語訳したといわれる。